# Юзефович Леонід Абрамович
Леонід Абрамович Юзефович (нар. 18 грудня 1947, Москва) — російський письменник, сценарист та історик. Кандидат історичних наук. Автор детективних та історичних романів.

## Біографія
Леонід Юзефович народився в 1947 році в Москві, але дитинство і юність прожив в селищі МотовилихаПермського краю, де все життя працював його вітчим Абрам Давидович Юзефович — начальник цеху і головний технолог Мотовиліхинського гарматного заводу. Він був однокласником батьків Леоніда, які одружилися в 1946 році, а розлучилися через два роки після народження сина через аокогольну залежність батька. Мати, Галина Володимирівна Шеншева (1921-?), родом із сім'ї асимільованих євреїв (її дід був власником книгарні і видавництва в Кронштадті, мати була випускницею Мелітопольської гімназії), з 1943 року служила фронтовим лікарем, після війни — лікарем в таборі для військовополонених. Прізвище та по батькові дісталися Леоніду від вітчима, який з 1950 року виростив його як свого сина; рідного батька він бачив лише два рази в житті.
У 1967 році Юзефович став дописувачем збірки «Сучасники» Пермського книжкового видавництва, яка була піддана різкій критиці. У 1970 році Леонід закінчив філологічний факультет Пермського державного університету (один курс із Ніною Горлановою та Анатолієм Корольовим). Служив в армії в Забайкаллі (1970—1972). В армії вперше зацікавився буддизмом, Монголією, біографією барона Унгерна-Штернберга, написав перший історичний роман, який і досі не опублікований. З 1975 по 2004 рік працював вчителем історії в різних школах, зокрема, у Пермі це була школа № 9.
У 1981 році під керівництвом професора М. І. Черниша захистив дисертацію на здобуття наукового ступеня кандидата історичних наук за темою «Посольський звичай Російської держави XV — початку XVII ст.» (спеціальність 07.00.02 — історія СРСР); в процесі написання наукової праці консультувався з московським археографом С. О. Шмідтом. У 1984 році виїхав з Пермі, проживає у Санкт-Петербурзі та Москві.
Літературний дебют відбувся в 1977 році в журналі «Урал»: повість «Заручини з вільністю», але подальша літературна кар'єра розвивалася нерівно. Багато друкувався в другій половині 1980-тих, запам'ятався як автор документального роману про барона Унгерна-Штернберга «Самодержець пустелі» (1993). За словами Юзефовича, Віктор Пелевін зізнавався йому, що використовував цю книгу, коли писав роман «Чапаєв і Порожнеча», одним із героїв якого є барон Юнгерн.
Популярність до Леоніда Юзефовича прийшла тільки в 2001 році після видання циклу історичних детективів про детектива Івана Путиліна. Твори отримали хороші відгуки критиків, хоча неминуче порівнювалися з книгами Бориса Акуніна. Юзефович говорив: «… я дарував свою книгу одному його дуже близькому приятелю. Це було дуже давно, ще коли не вийшло жодної його книжки. Прямий збіг там є тільки один — мені дочка говорила — прізвище ротмістра Зейдліца. Я його взяв із газет. Думаю, це просто походить від одного джерела».
У 2002 році з'явився детективний роман «Казароза», дія якого відбувається в 1920 році в Пермі (перший варіант — «Клуб „Есперо“» — був виданий ще в 1990 році). У даному фільмі в кількох сценах актори розмовляють, співають і читають вірші мовою есперанто. Роман теж був високо оцінений критикою і вийшов у фінал престижного конкурсу — премії «Російський Букер».
За роман «Журавлі і карлики» Леонід Юзефович названий лауреатом першої премії «Велика книга» 2009 року. У 2012 році вийшла оновлена версія «Самодержця пустелі», яка отримала великий резонанс.
У 2015-му вийшов у світ документальний роман про забутий епізод Громадянської війни на Далекому Сході — «Зимова дорога», в якому розповідається про епічне протистояння в 1922—1923 роках у снігах Якутії колчаківського генерал-лейтенанта А. М. Пепеляєва і забайкальського червоного партизана І. Я. Строда. За цю роботу в 2016 році Юзефович вдруге отримав премії «Національний бестселер» і «Велика книга».
На початку березня 2017 року Леонід Абрамович був оголошений автором тексту майбутнього «Тотального диктанту». Він написав три варіанти, в яких висловив свою любов до трьох міст і трьох річок: «Санкт-Петербург. Нева», «Перм. Кама» і «Улан-Уде. Селенга».
Юзефович з молодості писав вірші, проте читач вперше познайомився з ними в 2003 році, коли в журналі «Знамя» була опублікована добірка під назвою «Кяхтинський тракт».
В останні роки Юзефович працює для телебачення, зокрема, написав оригінальний сценарій серіалу «Загибель імперії» (2004) про роботу контррозвідки в Петрограді часів Першої світової війни і революції; а також сценарії до серіалів, знятимим за сюжетами його книг.
Книги Юзефовича перекладені німецькою, італійською, французькою, польською, іспанською мовами.

## Бібліографія

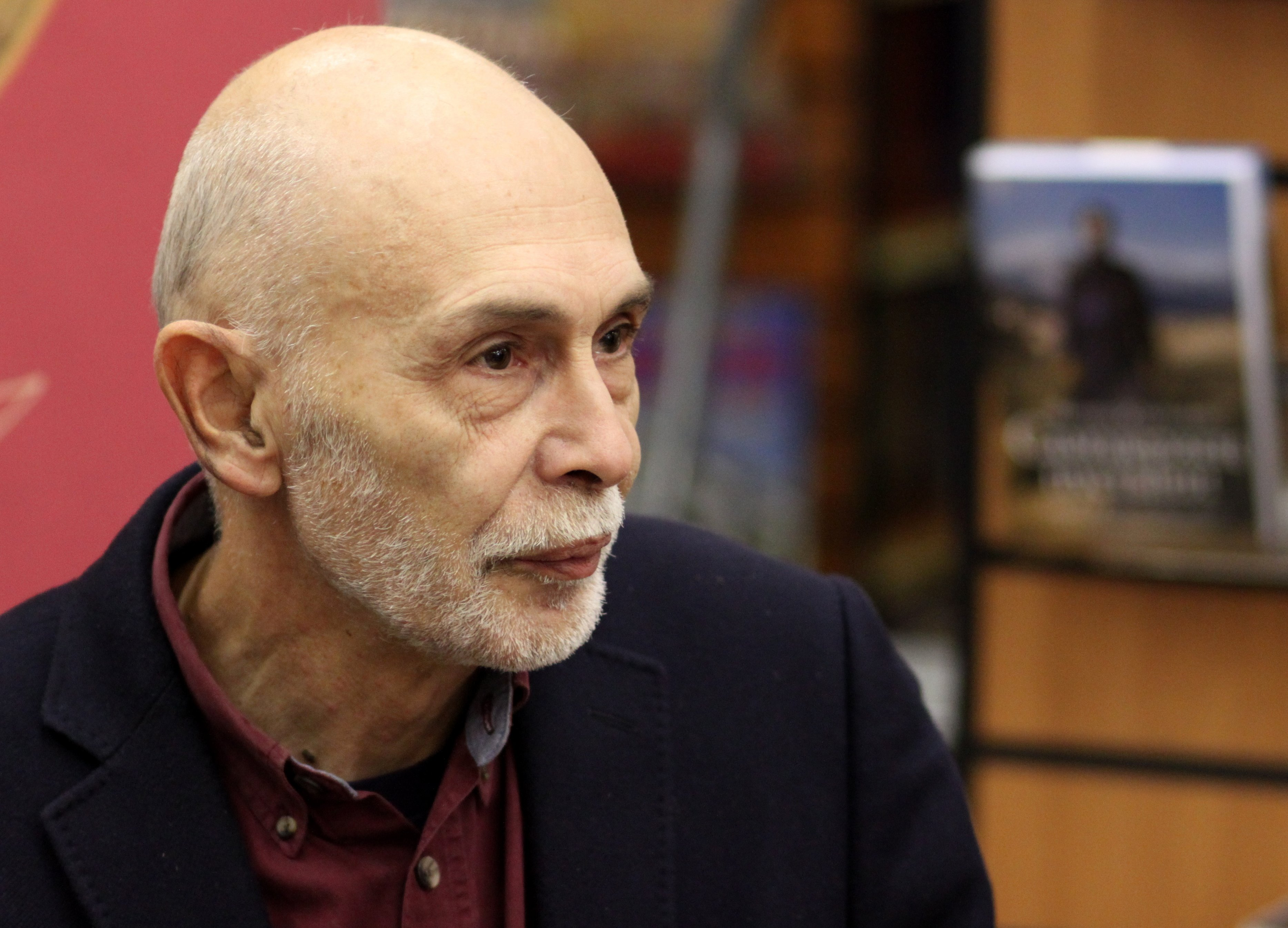
На презентації книги «Самодержець пустелі», 2010 рік

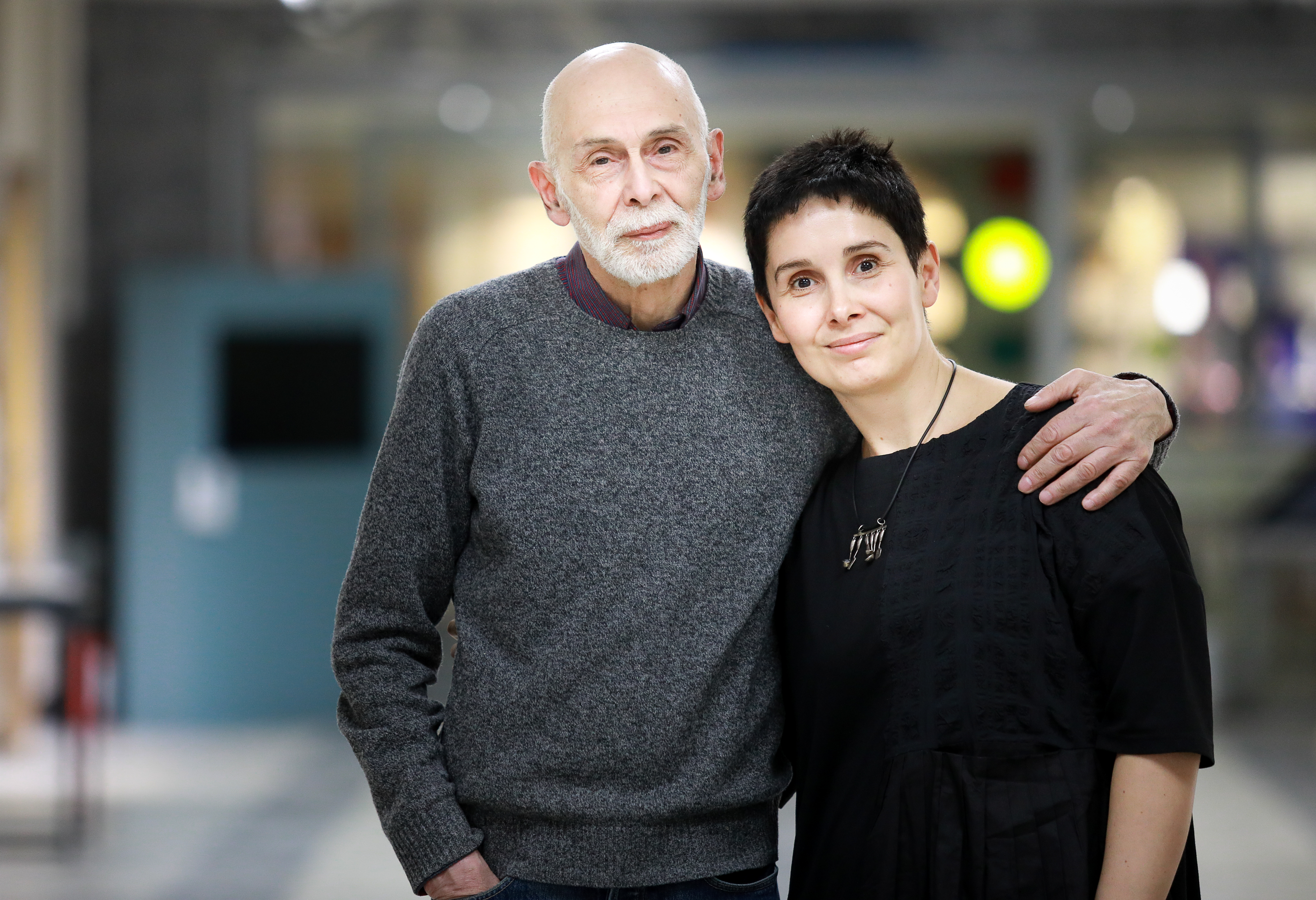
З дочкою Галиною Юзефович в Російській державній дитячій бібліотеці, 2018 рік

## Сім'я

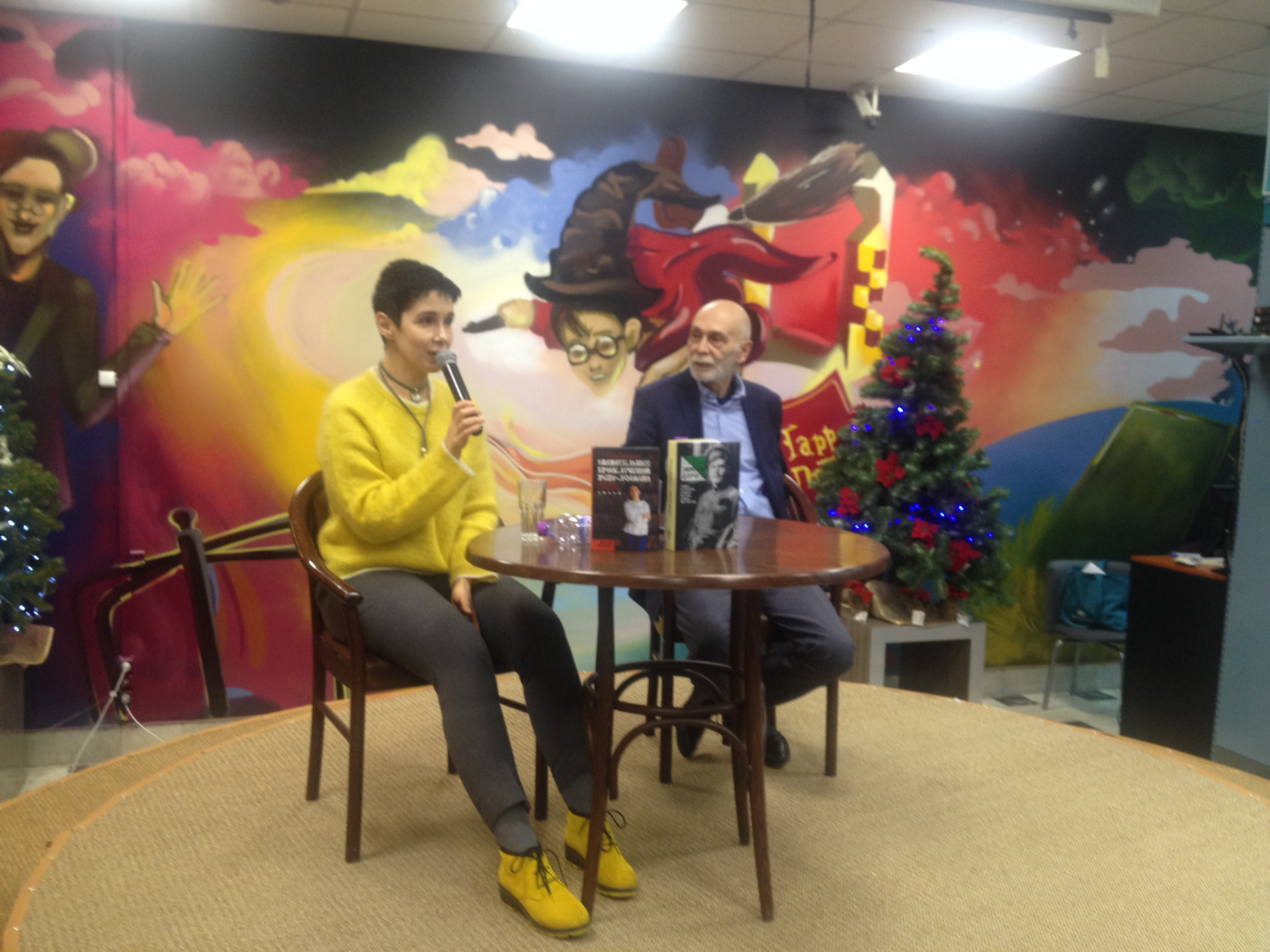
З Галиною Юзефович у Московському будинку книги на зустрічі з читачами, 2016 рік

- Дочка — літературний критик Галина Юзефович. Син — музикант Михайло Виноградов.
- Дядько — Леонід Володимирович Шеншев (1910-?), філолог-германіст і педагог-методист, старший науковий співробітник і завідувач групою психосеміотики НДІ загальної та педагогічної психології АПН СРСР.
- Сестра діда — Белла Георгіївна Казароза (Шеншева, 1893—1929), артистка естради, співачка, танцівниця[12], прототип героїні роману «Казароза».

## Фільмографія
- 1991 — Сищик Петербурзької поліції (Свердловська кіностудія)
- 2005 — Казароза (3 серії, «ДАГО-фільм»)
- 2005 — Загибель імперії (10 серій, ТРІТЕ)
- 2007 — Сищик Путилін (8 серій, «Централ Партнершип»)
- 2007 — Срібний самурай
- 2016 — Контрибуція

## Нагороди
- 2001 — Премія «Національний бестселер» (за роман «Князь вітру»)
- 2009 — Перша премія « Велика книга» (за роман «Журавлі і карлики»)[13]
- 2016 — Премія «Національний бестселер» (за роман «Зимова дорога»)
- 2016 — Строгановська премія в номінації «за видатні досягнення в галузі культури і мистецтва»
- 2016 — Перша премія «Велика книга» (за роман «Зимова дорога»)

### Біографія, тексти
- Сучасники. 42 поета Прикам'я [Архівовано 24 вересня 2016 у Wayback Machine.] / ред.-упоряд. Н. М. Пермякова, худож. М. Тарасова. — Перм: Кн. вид-во, 1965. — 112 с.
  - Кяхтинський тракт. [Архівовано 7 січня 2004 у Wayback Machine.] Вірші [Архівовано 7 січня 2004 у Wayback Machine.]
- Леонід Юзефович на сайті «Письменники Росії»
- Почесний професор ПГНІУ Леонід Юзефович [Архівовано 3 січня 2018 у Wayback Machine.]
- Сторінка [Архівовано 9 листопада 2018 у Wayback Machine.] на сайті Пермського земляцтва

### Критика, інтерв'ю
- Poliklet. [Архівовано 3 червня 2019 у Wayback Machine.] Зелена зірка над Камою [Архівовано 3 червня 2019 у Wayback Machine.] // Livejournal. 08.10.2007.
- Абашева М. П. Таємниці Леоніда Юзефовича [Архівовано 27 серпня 2013 у Wayback Machine.] // Новий світ. 2004. № 5.
- Березін В. Захід і Схід Леоніда Юзефовича [Архівовано 4 березня 2016 у Wayback Machine.] // Независимая газета. 09.08.2001.
- Березін В. Від Унгерна до Путиліна [Архівовано 26 серпня 2014 у Wayback Machine.] // Независимая газета. 24.05.2001.
- Березін В. Цивілізація, яка зникла [Архівовано 21 березня 2016 у Wayback Machine.] // Независимая газета. 17.10.2002.
- Данилкін Л. А. Сто сорок років серед убивць і грабіжників [Архівовано 21 жовтня 2018 у Wayback Machine.] // АфішаDaily. 19.02.2001.
- Іваницька Е. «Все пов'язано з усім» [Архівовано 15 листопада 2003 у Wayback Machine.] // Дружба народів. 2003. № 7.
- Іваницька Е. Загадка голуба [Архівовано 21 березня 2016 у Wayback Machine.] // Независимая газета. 05.04.2001.
- Нікольський С. Оповідач історій (Леонід Юзефович) [Архівовано 27 березня 2016 у Wayback Machine.] // Prosa oratio. Сторінки біографій письменників — випускників філологічного факультету Пермського університету / уклад. Н. Е. Васильєва; відп. за вип. Б. В. Кондаков. — Перм: Перм. держ. нац. дослідні. ун-т, 2014. — 319 с. — С. 120—135.
- Селезньова Е. Буддисти, сатаністи і революціонери [Архівовано 21 березня 2016 у Wayback Machine.] // Независимая газета. 07.04.2000.
- «За своєю письменницькою природою я оповідач історій, а не художник слова» [Архівовано 29 липня 2018 у Wayback Machine.] (інтерв'ю С. Є. Ерліху)